# Fabomotizole
L’Afobazole est un médicament anxiolytique russe lancé dans les années 2000. Son principe actif, le fabomotizole, a des effets anxiolytiques et neuroprotecteurs sans effet sédatif ou myorelaxant, ce qui le rend très sélectif.
Son mécanisme d’action, encore mal étudié, impliquerait une action GABAergique, la libération de facteur de croissance nerveuse et de facteur neurotrophique dérivé du cerveau, l’antagonisme des récepteurs MT1 et/ou MT3, ou encore un agonisme sigma.
Le produit est bien toléré et efficace dans le traitement de l’anxiété, mais il n’est pas encore très utilisé en dehors de la Russie et de l'Ukraine.
Le médicament est produit sous forme de chlorhydrate (n° CAS 173352-39-1).